# Darlington (Royaume-Uni)
Pour les articles homonymes, voir Darlington.
Darlington est une ville anglaise du nord-est du pays, à 20 kilomètres de Durham et à quinze kilomètres à l'ouest de Middlesbrough. La ville est située sur la petite rivière Skerne (en), qui rejoint le fleuve Tees non loin de la ville. Elle est parfois surnommée « Darlo » par les gens de la région. Elle regroupe une bonne partie de la population du borough, soit 106 000 habitants (2011). La ville est célèbre comme le lieu du premier chemin de fer de voyageurs. La gare est un arrêt important sur la ligne East Coast Main Line.

## Histoire
Darlington a été fondé par les anglo-saxons. Le nom Darlington vient du nom anglo-saxon Daerthington, qui veut dire « la colonie du peuple de Deornoth », et le nom a changé au fil du temps.
A Darlington il y a un marché historique, et l'église de saint Cuthbert (construite en 1183) est l'une des églises anciennes anglaises les plus importantes dans le nord de l'Angleterre.

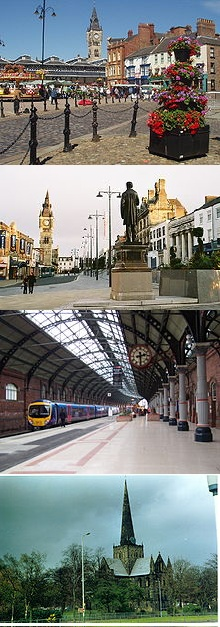
Images de Darlington. Du haut au bas: le marché, High Row et la statue de Pease, la gare, l'église de saint Cuthbert.

Pendant la première partie du XIXe siècle, Darlington reste un petit bourg. Cependant dans la deuxième partie, les familles de Quaker et Pease emploient une quantité significative de la population d'abord dans l'industrie de la laine puis dans les mines de charbon. La tour horloge, la bibliothèque et le parc sont des cadeaux offerts à la ville par ces familles.
Darlington est connue pour être le lieu de naissance du chemin de fer. Ceci est célébré au musée du rail dans la ville. Le premier voyage d'un train de voyageurs a eu lieu entre Shildon et Stockton-on-Tees via Darlington sur le chemin de fer de Stockton et Darlington à l'initiative de l'entrepreneur quaker Edward Pease. Celui-ci, pour réussir à lancer ce premier chemin de fer au monde, avait fait appel aux souscriptions de quakers de la région (on surnomme alors cette ligne de chemin de fer « la ligne des Quakers », tant l’investissement dans le projet est grand). La compagnie Stockton & Darlington Railway (S&DR) est fondée en 1821, avec pour promoteur et responsable financier Edward Pease. En 1822, l'ingénieur George Stephenson est engagé par Edward Pease comme ingénieur responsable de la ligne; il la fera passer de la traction hippomobile à la vapeur.
La ville de Darlington a été aussi bien connue comme centre industriel dans le nord-est de l'Angleterre, mais la fermeture de plusieurs usines au cours du dernier siècle l'a fait significativement décliner.

## Administration
En 1974, la ville de Darlington a été rassemblée avec quelques autres localités pour former le borough de Darlington dans le comté de Durham. Depuis le 1er avril 1997, le borough de Darlington a le statut d'autorité unitaire qui l'a rendu autonome par rapport au comté de Durham.

## Patrimoine
La ville est particulièrement fière de son patrimoine ferroviaire. Le Darlington Borough Council et Wm Morrison Supermarkets commandèrent à l'artiste David Mach en 1994 une sculpture à grande échelle intitulée Train, destinée à être installée sur le site de Darlington pour commémorer le premier chemin de fer britannique : la ligne de Stockton à Darlington. C'est, avec 40 m de long, la plus grande sculpture en plein air jamais réalisée en Angleterre, qui a été inaugurée le 24 juin 1997.

## Personnalités
- George Allison : journaliste et manager anglais de football, connu pour avoir entrainé Arsenal dans les années 1930 ;
- Aidan Chambers : écrivain anglais, auteur de romans pour enfants et jeunes adultes ;
- Henry Hodgkin : médecin et missionnaire quaker, cofondateur du Mouvement International de la Réconciliation ;
- Richard Hurndall : acteur ;
- Brian Mackenzie : pair et policier britannique ;
- Jann Mardenborough : coureur automobile ;
- Al Pease : coureur automobile, seul coureur de Formule 1 à avoir été disqualifié pour lenteur excessive (Grand Prix du Canada 1969) ;
- Edward Pease (1767–1858) : industriel quaker, « père du chemin de fer »[2] ;
- Joseph Pease (1799–1872) : industriel pionnier du chemin de fer, fils du précédent et premier quaker admis à la Chambre des communes où il créa un certain nombre de précédents[2] ;
- Joseph Malaby Dent (1849-1926) : éditeur, né dans cette ville ;
- Katherine Routledge (1866-1931) : anthropologue et archéologue ayant dirigé l'expédition Mana en 1914 vers l'Île de Pâques ;
- Vic Reeves : comédien et auteur[3] ;
- Sir John Summerson : historien britannique, spécialiste de l'architecture anglaise ;
- William Thomas Stead : journaliste engagé, écrivain et spiritualiste anglais, mort dans du naufrage du Titanic le 15 avril 1912 ;
- Giuseppe Wilson (1945–2022) : footballeur anglo-italien, joueur de la Lazio Rome et brièvement international italien ;
- Lola McEvoy : députée de la 59e législature du Royaume-Uni en 2024.

## Jumelages
- Mülheim an der Ruhr (Allemagne) depuis 1953[4]
- Amiens (France) depuis 1973[5]

## Divers
- Darlington est à deux heures quarante de Londres par la East Coast Main Line, et à quatre heures et demie de Londres en voiture.
- Le journal local est le quotidien The Northern Echo.